# 藤治川
藤治川（とうじがわ）は、埼玉県深谷市を流れる一級河川。利根川水系志戸川の支流である。

## 概要
大里郡寄居町の鐘撞堂山の北東斜面に源を発する西藤冶川、及び東藤治川の合流地点である深谷市本郷地先を起点として北へ流れる。上越新幹線と交差すると線路にそって北西に流れ、大字榛沢新田を流れる志戸川に合流する。総延長は西藤冶川を含めると約10 km。流域は荒川扇状地の西端に位置する。

## 支流
- 本郷排水
- 今泉堀

## 橋梁
上流より
- 藤治川橋（関越自動車道）
- つき晴橋（埼玉県道265号寄居岡部深谷線）
- 名称不明
- 天井橋（埼玉県道75号熊谷児玉線）
- 名称不明
- 藤仙橋
- 山和橋
- 名称不明
- 上越新幹線が交差
- 藤治川
- 原野橋

## 周辺
- 寄居パーキングエリア
- 岡部チサンカントリークラブ岡部コース
- 榛の森南公園
- 榛の森公園